# Edoardo Zavattari
Edoardo Zavattari (Tortona, 21 ottobre 1883 – Genova, 17 febbraio 1972) è stato un biologo, esploratore ed entomologo italiano.
Lungamente direttore dell'Istituto di zoologia dell'Università di Roma, è stato anche tra i principali teorici, in Italia, del razzismo biologico.

## Biografia
Professore presso l'ateneo di Pavia prima e in quello di Roma poi, autore di oltre 300 pubblicazioni scientifiche, dal 1926 al 1959 compì numerosi viaggi di esplorazione e ricerca in tutti i continenti, e in particolare nell'Africa nord-orientale. Il materiale qui raccolto, che per la quantità dovette essere trasferito in 122 colli, fa oggi parte della collezione del Museo civico di zoologia di Roma.
Sotto la sua direzione, che interessò il periodo dal 1935 al 1958, l'attività sistematica faunistica dell'Istituto di zoologia del primo ateneo capitolino registrò un'importante ripresa.
Zavattari si segnalò anche, in particolare tra gli anni venti e Trenta del Novecento, per le sue teorie sul razzismo biologico. Nel 1928, infatti, durante l'inaugurazione dell'anno accademico dell'Università degli Studi di Pavia, si espresse per una rigida separazione tra «razza dominante e razza dominata». Un decennio più tardi fu tra i dieci sottoscrittori del Manifesto degli scienziati razzisti, il cui testo, esteso da Guido Landra, ma ideato ed emendato da Mussolini, si configurò come atto prodromico alle Leggi razziali fasciste. Scrisse al riguardo numerosi articoli sul periodico La difesa della razza, diretto da Telesio Interlandi.
Consigliere per oltre trenta anni, dal 1937 al 1969, della Società Entomologica Italiana, l'8 maggio 1932 divenne Socio dell'Accademia delle Scienze di Torino e nel 1951 dell’Accademia nazionale delle scienze.